# Paraconsors scutellaris
Paraconsors scutellaris is een vliegensoort uit de familie van de Mythicomyiidae. De wetenschappelijke naam van de soort is voor het eerst geldig gepubliceerd in 1946 door Melander, oorspronkelijk geplaatst in het geslacht Empidideicus.